# Algodonita
La algodonita es un mineral arseniuro, de la clase de los minerales sulfuros. Fue descubierta en 1857 en la mina Los Algodones de La Serena, en la región de Coquimbo (Chile), siendo nombrada así por esta localización. Un sinónimo poco usado es algadonita.

## Características químicas
Es un arseniuro de cobre. Es una aleación del metaloide arsénico con cobre, con cantidad variable de ambos.
Además de los elementos de su fórmula, suele llevar como impureza plata.

## Formación y yacimientos
Se forma como mineral inusual en depósitos de alteración hidrotermal, íntimamente relacionado con otros arseniuros de cobre.
Suele encontrarse asociado a otros minerales como: cobre nativo (tipícamente arseniado), plata nativa, domeykita o koutekita.

## Usos
Puede ser extraído de las minas como mena del metal de cobre.